# Urundel
Urundel é um município da província de Salta, na Argentina.